# TEP75型柴油机车
TEP75型柴油机车（俄语：ТЭП75）是苏联铁路的大功率准高速干线客运柴油机车车型之一，属于实验性车型，由科洛姆纳内燃机车制造厂于1975年设计制造。
TEP75型机车是在TEP70型柴油机车基础上改进而成的大功率客运柴油机车，装用一台20气缸、四冲程、带废气涡轮增压的1Д49型柴油机，额定功率6000马力；并装用一台哈尔科夫电机制造厂生产的А-713У2型同步发电机，额定功率4060千瓦；并采用了轮对空心轴式牵引电机架悬传动装置。
由于TEP75型机车采用Co-Co轴式，轴重达到24.5吨，高速运行时轮轨作用力过大，因此后来又在该型机车基础上研制了采用（Bo-Bo）-（Bo-Bo）轴式的TEP80型柴油机车。

## 技术特点

### 总体结构
TEP75型机车是单节六轴干线客运用柴油机车，车体结构与TEP70型机车大同小异，主要不同为因应采用了新的柴油机、发电机及整流装置，相应略为延长了车体长度。机车采用桁架式侧壁承载车体，是一个由车架、侧墙、司机室、上弦梁、下弦梁等部件焊接成一个完整的箱形结构。底架和车体结构中广泛采用低合金钢焊接结构，底架中部设有下凹的燃油箱及蓄电池箱，并在安装二系弹簧悬挂装置的相应位置设有凹槽，而车体侧壁蒙皮采用铝合金板材制作。
TEP75型机车沿用了首次在TEP70型机车上采用的中央通风冷却系统，由柴油机曲轴驱动的轴流式风扇，通过车体侧壁的百叶窗及空气滤清装置抽入冷风，经过通风支路为牵引发电机、牵引电机、整流装置及励磁机进行冷却。

### 柴油机
TEP75型机车装用一台20ДГ型柴油发电机组，包括一台1Д49型大功率柴油机及一台A-713У2型牵引发电机组。1Д49型柴油机（苏联国家标准GOST型号为20ЧН26/26）由科洛姆纳内燃机车制造厂设计制造，是Д49型柴油机的系列产品之一。该型柴油机是20气缸、四冲程、二级增压带中间冷却的V型中速柴油机，气缸直径为260毫米，活塞行程为260毫米，额定转速为每分钟1100转，装车功率为6000马力（4,413千瓦），单位燃料消耗量为158～166克/有效马力·小时。柴油机采用了二级增压系统，第一级是单级轴流式废气涡轮增压器，第二级是由离心式鼓风机组成的单级机械增压器，每级增压器均设有增压空气中间冷却器（中冷器）。柴油机具有两条废气排放管，分别对应两排气缸。柴油机整体净重22,600公斤。
机车上设有一台ПСГУ2型启动发电机，通过齿轮变速箱直接与柴油机曲轴相连。启动发电机为一台50千瓦的直流电机，在机车起动时启动发电机由蓄电池供电，作为串励直流电动机运转并驱动柴油机起动；当机车完成启动后它又变为他励直流发电机，输出110伏直流电，供蓄电池充电及机车控制电路及辅助设备用电。

### 传动系统
机车传动装置采用交—直流电传动，柴油机通过盘式联轴器直接驱动一台三相交流同步牵引发电机，经硅整流装置转换成直流电后，供给六台牵引电动机。牵引发电机与辅助发电机采用整合式设计，机车采用由哈尔科夫重型电机厂设计制造的А-713У2型牵引发电机组，是由设在同一焊接机座内的两台同轴的同步发电机组成，电机冷却方式为强迫通风。牵引发电机为凸极式三相交流他励同步发电机，定子为两组星形接法的三相绕组，额定功率为4060千瓦；额定电压为525伏（2×2440安培），最高输出电压为770伏（2×1660安培），额定频率为100赫兹。辅助发电机为一台自励同步发电机，额定功率为800千瓦；额定电压为1160伏（2×215安培）。机车具有发电机恒功率励磁调节功能，以充分利用柴油机的功率。
牵引发电机发出的三相交流电由УВКТ-7У2型硅整流装置转换成直流电，整流装置由位于爱沙尼亚的塔林电气工厂设计制造。整流装置分为牵引整流及列车供电整流两个单元。牵引整流部分设有二组并联的三相桥式整流电路，整流电路每一桥臂有十个并联支路，每个支路有二个串联连接的ВЛ200-8型雪崩整流二极管，全套整流装置共有240个二极管元件，额定输出电压为750伏（5700安培）。而列车供电整流部分则输出3000伏直流电，为旅客列车提供取暖电源。整流装置重量为750公斤。
牵引电动机采用ЭД-127型四极串励直流牵引电动机，由哈尔科夫重型电机厂设计制造，额定功率为586千瓦，额定电压为715伏（890安培），最高工作电压为980伏（650安培），额定转速为每分钟950转，最高转速为每分钟1775转，单台电机重量为3200公斤。为扩大机车恒功速度范围，机车能够对牵引电动机使用一级磁场削弱。此外，TEP75型机车原设计有电阻制动装置，但因原型车超重而取消。

### 转向架
走行部继续沿用了TEP70型机车的无导框式三轴转向架。车轮直径为1220毫米，以改善机车的粘着性能、减小接触应力。转向架的“目”字形构架由箱形截面的纵梁和横梁焊接而成，滚柱轴承轴箱采用拉杆式定位结构。一系独立悬挂采用螺旋弹簧及橡胶垫；二系悬挂采用高柔度螺旋圆弹簧，转向架两侧旁承座各设有四个独立圆弹簧，车体和转向架之间并设有垂向油压减振器，悬挂系统总静挠度由原本的170毫米略增加为180毫米。车体重量通过二系弹簧由两台转向架支承，牵引力和制动力通过心盘传递。牵引传动齿轮比为25：73。为了满足机车高速运行时动力学性能要求，机车采用了轮对空心轴式牵引电动机全悬挂，将牵引电动机全部重量悬挂在转向架构架上，牵引电动机的扭矩通过单侧牵引齿轮、弹性橡胶元件、空心轴套等部件，从而驱动轮对。

## 参看
- TEP70型柴油机车
- TEP80型柴油机车